# 重庆市重点中学列表
重庆市重点中学列表只罗列重庆市的重点中学，是为体现相关学校在重庆中等教育中的重要性、代表性而设置本列表。截止2013年4月，重庆市重点中学共138所（其中有两起学校合并事件，实为136所）。
需要注意的是，在2017年5月重庆市教育委员会发布的《重庆市教育事业发展“十三五”规划》提出取消重点中学的评审，因此，重点中学数量可能不再增加。

## 第一批（2001年4月）
以下为渝府（2001）62号文批复同意的38所中学。其中前六所与西南大学附属中学曾由重庆市教委直属，名气更大，现已重新由各区教委管辖。

### 主城区
- 重庆市第一中学 (一中)
- 重庆南开中学 (三中)
- 重庆市第八中学 (八中)
- 重庆育才中学 (育才，原市20中)
- 重庆巴蜀中学 (巴蜀，原市41中)
- 四川外国语大学附属外国语学校 (一外，又名重庆外国语学校，原名四川外语学院附属外国语学校)
- 重庆市求精中学（求精，原市6中）
- 西南大学附属中学 (西大附中，原名西南师范大学附属中学、西师附中)
- 重庆市第七中学
- 重庆市第十八中学
- 重庆市铁路中学校
- 重庆市第十一中学
- 重庆市兼善中学（原市13中）
- 重庆市实验中学（原名重庆市巴县中学，原市2中）
- 重庆市清华中学（原市9中）

### 区县
- 重庆市长寿中学
- 重庆市綦江中学
- 重庆市长寿川维中学（原名四川维尼纶厂职工子弟中学）
- 重庆市荣昌中学
- 重庆市大足中学
- 重庆市永川中学
- 重庆市江津中学
- 重庆市铜梁中学
- 重庆市合川第一中学（已与重庆市合川第二中学合并为重庆市合川中学）
- 重庆市潼南中学
- 重庆市梁平中学
- 重庆市垫江中学
- 重庆市南川中学
- 重庆市涪陵第五中学
- 重庆市涪陵实验中学
- 重庆市万州高级中学（原名重庆市万州中学）
- 重庆市万州第二高级中学（原名重庆市万州第二中学）
- 重庆市云阳中学
- 重庆市忠县中学
- 重庆市开州中学（原名重庆市开县中学）
- 重庆市黔江中学
- 重庆市酉阳第一中学
- 重庆市石柱中学

## 第二批（2001年10月）
以下为渝府（2001）256号文批复同意的10所中学。

### 主城区
- 重庆市江北中学（原江北县一中）
- 重庆市朝阳中学
- 重庆市渝北中学（原江北县二中）
- 重庆市第二十九中学
- 重庆市凤鸣山中学
- 重庆市第三十七中学
- 重庆市杨家坪中学
- 重庆市电厂中学（已与重庆市铁路中学合并）

### 区县
- 重庆市合川第二中学（已与重庆市合川第一中学合并为重庆市合川中学）
- 重庆市璧山中学

## 第三批（2003年3月）

### 主城区
- 重庆市南坪中学（原市86中）
- 重庆市渝高中学（原市58中，即石桥铺中学）

### 区县
- 重庆市丰都中学
- 重庆市奉节中学
- 重庆市开州临江中学（原名重庆市开县临江中学）
- 重庆市永川萱花中学
- 重庆市合川中学（由重庆市合川第一中学与重庆市合川第二中学合并而来）

## 第四批（2004年）

### 主城区
- 四川外国语大学重庆第二外国语学校（二外，原市4中）

### 区县
- 重庆市聚奎中学校
- 重庆市荣昌安富中学
- 重庆市万州第三中学
- 重庆市巫山高级中学（原名重庆市巫山中学）
- 重庆市江津第二中学

## 第五批（2005年）

### 区县
- 重庆市铜梁第一中学
- 重庆市璧山来凤中学
- 重庆市忠县拔山中学
- 重庆市巫溪中学
- 重庆彭水中学
- 重庆市酉阳第二中学校

## 第六批（2006年）

### 主城区
- 重庆市复旦中学（原市12中）
- 重庆市字水中学（原市76中）
- 重庆市渝西中学（原巴县一中）
- 重庆市暨华中学
- 重庆西藏中学校

### 区县
- 重庆梁平红旗中学
- 重庆市武隆中学
- 重庆市永川北山中学

## 第七批（2007年）

### 主城区
- 重庆市广益中学（原市5中）

### 区县
- 重庆市黔江新华中学
- 重庆市双桥中学
- 重庆市奉节永安中学
- 重庆市南川道南中学
- 重庆市大足第一中学
- 重庆市秀山第一中学

## 第八批（2008年）

### 主城区
- 重庆市第四十二中学
- 重庆市松树桥中学（原龙溪中学）

### 区县
- 重庆市万盛田家炳中学
- 重庆市长寿第一中学
- 重庆市合川太和中学
- 重庆市城口中学

## 第九批（2009年1月）
以下为渝府 〔2009〕 8号文批复的11所中学。

### 主城区
- 重庆市青木关中学

### 区县
- 重庆市万州上海中学
- 重庆市忠县忠州中学
- 重庆市丰都第二中学
- 重庆合川瑞山中学
- 重庆市云阳双江中学
- 重庆市綦江实验中学
- 重庆市涪陵高级中学（原名重庆市涪陵中学）
- 重庆市开州陈家中学（原名重庆市开州陈家中学）
- 重庆市大足第二中学
- 重庆市潼南第一中学

## 第十批（2010年1月）

### 主城区
- 重庆市辅仁中学（原名重庆市辅仁学校，原市17中）

### 区县
- 重庆市江津第八中学
- 重庆市荣昌永荣中学
- 重庆市开州实验中学（原名重庆市开县实验中学）
- 重庆市中山外国语学（原名重庆市云阳外国语实验学校）
- 重庆市巫山大昌中学
- 重庆市石柱西沱中学

## 第十一批（2011年）

### 主城区
- 重庆市南华中学（原江北县三中）
- 重庆市北碚王朴中学
- 重庆市田家炳中学（原市35中）
- 重庆经开礼嘉中学

### 区县
- 重庆市云阳凤鸣中学
- 重庆市万州第一中学
- 重庆市垫江实验中学
- 重庆市黔江民族中学
- 重庆市奉节夔门高级中学（原为重庆市第八中学奉节分校）
- 重庆市合川龙市中学

## 第十二批（2012年4月）
以下为渝府 〔2012〕 28号文批复的10所中学。

### 主城区
- 重庆市巴南中学（由市34中和市10中合并而来）

### 区县
- 重庆市云阳江口中学
- 重庆市万州外国语学校
- 重庆市垫江第一中学
- 重庆市江津几江中学
- 重庆市铜梁第二中学
- 重庆文理学院附属中学
- 重庆市綦江南州中学
- 重庆市荣昌仁义中学
- 重庆市万州新田中学

## 第十三批（2013年4月）
以下为渝府 〔2013〕 27号文批复的12所中学。

### 主城区
- 重庆市两江育才中学校（原重庆市经开育才中学，与重庆育才中学无关系[5]）
- 重庆市大学城第一中学校
- 重庆市两江中学
- 重庆市木洞中学
- 重庆市华蓥中学

### 区县
- 重庆市涪陵第十七中学
- 重庆市秀山高级中学
- 重庆市大足城南中学
- 重庆合川大石中学
- 重庆市梁平第一中学校
- 重庆市彭水第一中学
- 重庆市长寿实验中学

## 备注
1. ↑  .   [2001-04-23]. （原始内容存档于2018-02-20）.
2. ↑  .   [2009-01-12]. （原始内容存档于2018-02-21）.
3. ↑  .   [2012-04-05]. （原始内容存档于2018-02-21）.
4. ↑  .   [2013-03-30]. （原始内容存档于2018-02-21）.
5. ↑  .   [2017-01-25]. （原始内容存档于2018-02-21）.